# 제인 바이 디자인
제인 바이 디자인(Jane by Design)는 2012년 1월 3일부터 7월 31일까지 ABC Family에서 방영된 텔레비전 드라마이다.